# 鞠祥
鞠祥（1382年—？），字茂慶，直隸和州在城第九里人，明朝政治人物。
應天府鄉試第五名。永樂十年（1412年）壬辰科會試九十九名，殿試登進士第三甲第二名。官至太常寺丞
曾祖父鞠大芳。祖父鞠子成。父亲鞠仕達。